# Vol Eastern Air Lines 980
Le vol Eastern Air Lines 980 est un vol international régulier reliant Asuncion, au Paraguay, à Miami, en Floride, aux États-Unis. Le 1er janvier 1985, alors qu'il descendait vers La Paz, en Bolivie, pour une escale, le Boeing 727 assurant le vol s'est écrasé contre le mont Illimani, à une altitude de 19 600 pieds (environ 6 530 m), tuant sur le coup les 19 passagers et les 10 membres d'équipage à bord.
L'épave était dispersée sur une vaste zone d'un glacier recouvert de neige. Au fil des décennies, plusieurs expéditions de recherche n’ont réussi à ne récupérer qu’une petite quantité de débris, et les recherches des enregistreurs de vol ont été infructueuses.

## Accident
Le vol 980 d'Eastern Air Lines a décollé de l'aéroport international Silvio Pettirossi d'Asuncion, au Paraguay, à 17h57, avec dix-neuf passagers et un équipage de dix personnes. Les passagers venaient du Paraguay, de Corée du Sud et des États-Unis. Parmi eux se trouvaient l'épouse de l'ambassadeur américain de l'époque au Paraguay, Arthur H. Davis, ainsi que  deux pilotes d'Eastern Air Lines volant comme passagers.
À 19h37, l'équipage du vol 980, composé du commandant de bord Larry Campbell, du copilote Kenneth Rhodes et du mécanicien navigant Mark Bird, a déclaré aux contrôleurs aériens de l'aéroport international El Alto de La Paz, en Bolivie, qu'il prévoyait l'atterrissage à 19h47.
Après que les pilotes ont annoncé avoir croisé l'intersection DAKON, à 55 miles au Sud-Est de La Paz, à 25 000 pieds d'altitude, le contrôle du trafic aérien autorise l'avion à descendre de 25 000 à 18 000 pieds (7 620 à 5 486 m), action effectuée et confirmée par les pilotes.
Alors que le 727 se trouve sur la voie aérienne UA320 au radial 134°, l'équipage dévie considérablement de sa route après avoir passé DAKON, pour des raisons inconnues. Il semble que les pilotes voulaient éviter une zone de mauvais temps.
L'impact a lieu à 19 600 pieds au niveau de l'Illimani qui culmine à 21 000 pieds, à environ 26 milles nautiques du VOR/DME de La Paz et à 25 milles nautiques de la piste 09R de l'aéroport El Alto.
Le lieu du crash est repéré par les autorités boliviennes le lendemain du crash, mais l'équipe d'exploration doit rapidement quitter les lieux en raison des conditions météorologiques compliquées. La boîte noire de l'avion ainsi que les corps des victimes n'ont jamais été retrouvés. 5 membres d'une des familles les plus riches du Paraguay (famille Matalon) étaient à bord du vol,.

## 2017: Nouvelles découvertes

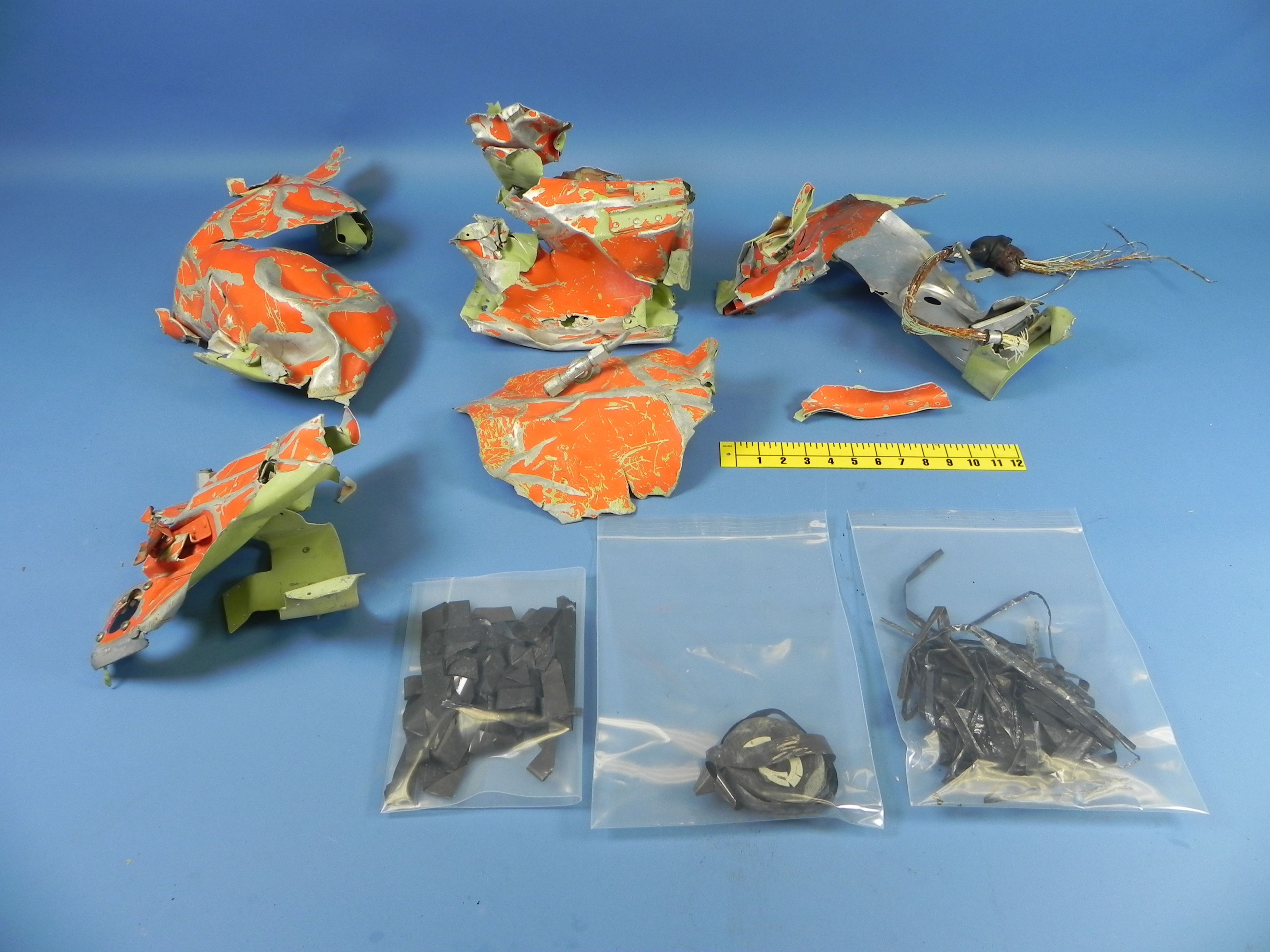
Des débris du vol 980, ici dans les locaux du NTSB en janvier 2016

En 2015, deux Américains se lancent à la recherche de l'avion déchu depuis plus de 30 ans dans les hauteurs boliviennes. En 30 ans et dans un contexte de réchauffement climatique, les glaciers ne recouvrent plus la zone de crash. Les deux explorateurs amateurs parviennent à retrouver les lieux de l'accident.
6 corps sont retrouvés sur les lieux, ce qui discrédite la théorie de l'aviateur d'Eastern Airlines George Jehn formulée dans son livre Final Destination: Disaster qui stipulait qu'une bombe aurait pu provoquer la dépressurisation de la cabine et éjecter ses occupants dans les airs avant l'impact au sol.
Des milliers de peaux de reptiles sont également découverts autour des débris.
De retour aux États-Unis avec leurs trouvailles, les explorateurs sont surpris de constater que les autorités de sécurité aérienne (National Transportation Safety Board ou NTSB) refusent de rouvrir le dossier sans l'accord des autorités boliviennes. Finalement en février 2017, la NTSB publie les conclusions de ses observations, et affirme que les nouveaux éléments mis en lumière ne permettent pas de faire avancer l'enquête sur les causes de l'accident. Une bande magnétique trouvée sur place s'avère être un simple enregistrement de 18 minutes de l'épisode La Nuit la plus noire de la série télévisée Les Espions,.